# Marcel Stucki (Stuntman)
Marcel Stucki (* 1982 in Bern) ist ein Schweizer Stuntman, Stuntkoordinator, Produzent, Unternehmer und Speaker. Er ist Gründer der Stuntfirma Stucki Action GmbH sowie der Gewaltpräventions-Initiative Prevenzio. Stucki war an zahlreichen Schweizer und internationalen Filmproduktionen beteiligt und wurde 2012 für den Taurus World Stunt Award nominiert.

## Leben und Karriere
Nach seiner Ausbildung zum Chemielaboranten zog Marcel Stucki nach Los Angeles, um sich bei professionellen Stuntcoaches weiterzubilden. Erste Erfahrungen sammelte er mit selbstproduzierten Videoclips, die er an Produktionsfirmen verschickte. Er etablierte sich über die Jahre als Stuntman und Stuntkoordinator in der Schweizer Filmszene.
Er arbeitete unter anderem mit Schauspielern wie Jeremy Irons, Sir Christopher Lee und Casper Van Dien zusammen. Zu den Film- und Serienproduktionen, an denen er beteiligt war, zählen u. a. Mad Heidi, Neumatt, Der Bestatter, Wilder und Tatort.

## Stucki Action GmbH
Im Jahr 2012 gründete Stucki die Firma Stucki Action GmbH. Das Unternehmen bietet Dienstleistungen im Bereich Stuntkoordination, Actiondesign, Sicherheitsberatung und Konzeption für Film, TV, Werbung und Events an.
Neben der Produktion realer Stunts bietet Stucki Action auch Ausbildungsformate und Workshops für Schauspieler:innen und Filmschaffende an.

## Prevenzio und gesellschaftliches Engagement
Stucki ist zweifacher Vater und engagiert sich mit seiner Initiative prevenzio.ch für Gewaltprävention bei Kindern und Jugendlichen. Die Initiative bietet interaktive Schulungen zu Themen wie Mobbing, Toleranz und Verkehrssicherheit – mit Elementen aus der Stuntarbeit.

## Persönliche Erfahrungen
In Keynotes und Vorträgen spricht Stucki offen über psychische Belastungen, die ihn zur Selbstreflexion und einem bewussteren Umgang mit psychischer und physischer Sicherheit geführt haben. Der plötzliche Verlust seines Vaters war laut eigenen Aussagen eine prägende Erfahrung.

## Auszeichnungen
- 2012: Nominierung Taurus World Stunt Award in der Kategorie Best Action in a Foreign Film für den Film One Way Trip (zusammen mit Alister Mazzotti)[2]

## Filmografie (Auswahl)
- 2010 – Liebling, lass uns scheiden! – Stunts
- 2011 – One Way Trip – Stunts
- 2011 – Der Verdingbub – Stunts
- 2013 – Achtung fertig WK – Stuntkoordination
- 2015 – Tatort: Schutzlos – Stuntkoordination
- 2017 – Papa Moll – Stuntkoordination
- 2018 – Enemigo Intimo (TV Serie) – Stuntkoordination
- 2022 – Mad Heidi – Stuntkoordination
- 2022 – Hotel Sinestra – Stuntkoordination
- 2023 – Neumatt (TV Serie) – Stunts
- diverse Folgen – Der Bestatter – Feuer- und Actionstunts
- diverse Folgen – Tatort

## Medienauftritte
- TalkTäglich, TeleBärn: Mit dem Auto überschlagend durchs Feuer gehen (2023)[5]
- SRF Kulturplatz: Explosion im Weinberg – Feuerstunts beim Bestatter[3]
- Appenzell24: Beitrag zu Verkehrsprävention mit Jugendlichen[6]